# 有馬頼徳
有馬 頼徳（ありま よりのり）は、筑後久留米藩の第9代藩主。久留米藩有馬家10代。

## 生涯
寛政9年（1797年）6月22日、久留米藩嫡子・有馬頼端（第8代藩主・頼貴の三男）の長男として生まれる。頼瑞は頼貴の世子だったが早世したため、頼徳が祖父頼貴から世子に指名され、文化7年（1810年）には従四位下・侍従・上総介に叙位・任官された。文化9年（1812年）に祖父が死去したため家督を継ぎ、玄蕃頭に遷任される。
しかし財政難のため、就任早々の幕府による関東河川の手伝い普請で領民に臨時税1192貫を課したり、文化13年（1816年）には経費を3割縮減した緊縮財政や家中からの米献納を命じたりして、財政改革に取り組んだ。一方で、「月船」「水鴎」といった号を持ち、自らの趣味に没頭した。文政2年（1819年）から、久留米城内に柳原御鷹場を作り始め、さらに能楽を何度も開くなどして財政をさらに悪化させた。このため、文政6年（1823年）には江戸からの帰国中に旅費不足に陥り、急遽国許の大庄屋中から5000両を送金させる事態に陥る。翌文政7年（1824年）から、役所整理などの経費節減による財政改革を開始したが、同年から文政11年（1828年）まで毎年洪水または不作に見舞われるという不運も重なった。しかも、こうした中で文政8年（1825年）に柳原の庭園が完成した際には、『柳原八景詩歌』を編纂させている。文政10年（1827年）からは御用金を取り立て、文政11年には上米の増額と万事3か年の省略を命ずるなどしたが、借金はさらに膨れ上がり、天保2年（1831年）には人別銀17446両を徴収した。こうした過酷な取り立てをきっかけに、天保3年（1832年）からは亀王組による国中を巻き込む一揆が起こる有様だったが、同年には場内に焼物窯を開き、柳原焼と称して写し物の製作をさせるなど、趣味への出費が減ることはなかった。
天保2年（1831年）に左少将に遷任される。晩年の天保9年（1838年）には大洪水で大被害を受けたにもかかわらず、諸国巡見使の接待に1万両を費やし、さらなる財政悪化のために家臣へ増上米を命じた。翌天保10年（1839年）8月には、江戸城西ノ丸の普請を命じられ、10月にはとうとう柳原鷹場を取り壊した。天保15年（1844年）4月3日に江戸で死去した。享年48。跡を四男の頼永が継いだ。

## 系譜
- 父：有馬頼端（1779-1805）
- 母：玉清院 - 吉田氏
- 養父：有馬頼貴（1746-1812）
- 正室：幹姫、智光院 - 徳川斉敦の娘
- 側室：お綱 - 松濤院
  - 四男：有馬頼永（1822-1846）
  - 六男：亀井茲監（1825-1885）
  - 女子：竹子 - 土屋寅直正室
- 側室：宝寿院 - 立石氏
  - 七男：有馬頼咸（1828-1881）
- 側室：石井氏
- 側室：池田氏
  - 女子：謳 - 前田慶寧正室
  - 女子：謳 - 松平頼煕正室
- 側室：鈴木氏
  - 女子：美 - 牧野貞一正室
- 生母不詳の子女
  - 十三男：松平直克（1840-1897）
- 養子
  - 女子：媛 - 有馬氏貞正室、松平乗羨の娘